# Vysoký kámen (Javořická vrchovina)
Vysoký kámen (732 m n. m.), také chybně nazývaný Markův kámen – z německého Markstein (česky hraniční kámen), je nejvyšší vrchol Novobystřické vrchoviny, nachází se 4 km od Kunžaku. Je to třetí nejvyšší vrchol jindřichohradeckého okresu (po Pivničkách a Hradisku).

## Geologie a geomorfologie
Jedná se o kuželovitý vrch. Na vrcholu se nachází mohutné izolované skalisko s velkými balvany z landštejnské dvojslídné žuly s dokonale zaoblenými tvarem. V balvanech a skále jsou drobné tvary odnosu a zvětrávání žuly – skalní mísy, žlábkové škrapy a skalní výklenky.

## Stavby na vrcholu
Na mohutném žulovém bloku skalní skupiny je umístěn 6,3 m vysoký měřický železobetonový pilíř označující významný trigonometrický bod I. řádu. Jeho výška 738,0 m n. m., která se vztahuje k vrcholu pilíře, je často uváděna jako výška vrcholu. První signalizace geodetického bodu zřízeného v roce 1842 byla jednopodlažní dřevěná měřická věž. Dříve se na tomto vrcholu sbíhaly hranice pražské, olomoucké a pasovské diecéze. Vysoký kámen je důležitý bod v pohraniční oblasti pro obranu státu a pro zaměřování státních hranic. Proto bylo v okruhu Vysokého kamene roku 1972 vyhlášeno chráněné území geodetického bodu.